# Hydroides huanghaiensis
Hydroides huanghaiensis är en ringmaskart som beskrevs av Sun och Yang 2000. Hydroides huanghaiensis ingår i släktet Hydroides och familjen Serpulidae. Inga underarter finns listade i Catalogue of Life.